# Jean-Loup Dabadie
Pour les articles homonymes, voir Dabadie.
 (avril 2020).
Si vous disposez d'ouvrages ou d'articles de référence ou si vous connaissez des sites web de qualité traitant du thème abordé ici, merci de compléter l'article en donnant les références utiles à sa vérifiabilité et en les liant à la section « Notes et références ».
Jean-Loup Dabadie, né le 27 septembre 1938 dans le 14e arrondissement de Paris et mort le 24 mai 2020 dans la même ville, est un homme de lettres français.
Journaliste, romancier, auteur de sketches et de chansons, auteur et metteur en scène dramatique, traducteur, scénariste et dialoguiste, il est élu à l'Académie française le 10 avril 2008 au fauteuil de Pierre Moinot.
Jean-Loup Dabadie était le beau-frère de Robert Charlebois.

## Biographie

### Jeunesse et débuts
Fils du parolier Marcel Dabadie (1913-2012) (ayant notamment travaillé pour Maurice Chevalier, Jean Sablon, Julien Clerc, Les Frères Jacques) et de Maddalena Mennella (1914-2009), d'origine italienne, Jean-Loup Dabadie voit le jour à Paris en 1938. Il passe son enfance chez ses grands-parents à Grenoble où il est scolarisé au lycée Champollion. Il poursuit ses études à Paris au lycée Janson-de-Sailly puis au lycée Louis-le-Grand. Étudiant en lettres à Paris, le jeune homme se passionne pour l’écriture.
En 1957, à dix-neuf ans, Jean-Loup Dabadie publie son premier roman, intitulé Les Yeux secs, aux éditions du Seuil, suivi l’année suivante par Les Dieux du foyer. Pendant ses débuts de romancier, le jeune auteur amorce une carrière de journalisme grâce à Pierre Lazareff, dirigeant de Candide. Au cours de cette période, il collabore à la création de la revue Tel Quel, avec Philippe Sollers et Jean-Edern Hallier, et il écrit des critiques de films et des reportages pour Arts.

### Sketches, télévision, cinéma et théâtre
Déjà fort occupé, Dabadie écrit dès 1962 pour la télévision. Il fait alors équipe avec Jean-Christophe Averty et Guy Bedos pour les émissions produites par Michèle Arnaud (Histoire de sourire et Les Raisins verts). Vient, ensuite, le temps du service militaire, pendant lequel il est affecté dans un régiment de parachutistes à Tarbes.

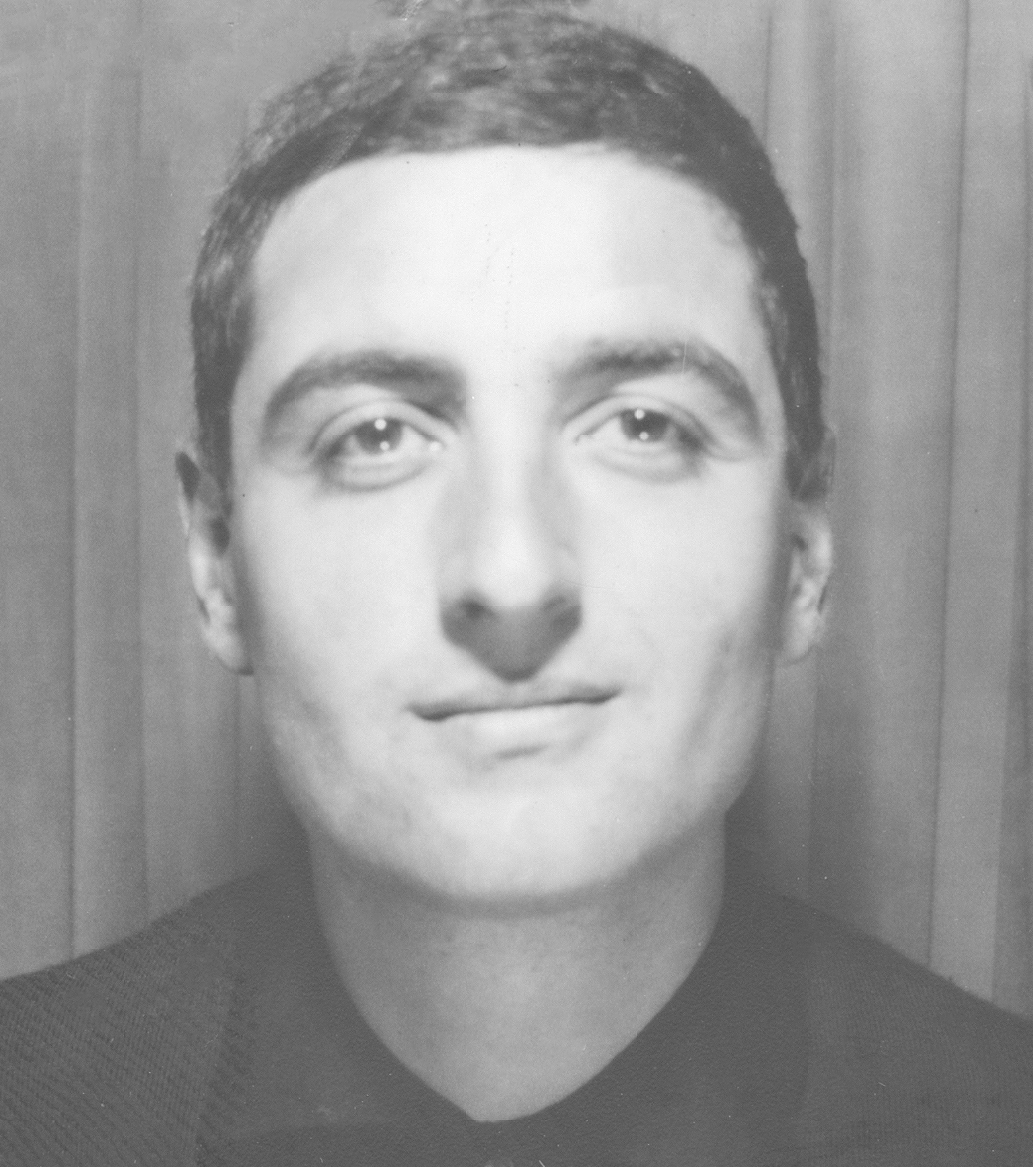
Jean-Loup Dabadie en 1963. Photo d'identité Sacem.

Au cours de son service, l’auteur envoie quelques sketchs à Guy Bedos, dont Bonne fête Paulette et Le Boxeur. Peu après, en 1963, alors que Dabadie regarde la télévision, il voit Bedos interpréter ses deux sketchs. Cette nouvelle collaboration donnera naissance aux sketchs Monsieur Suzon, Un jeune homme de lettres, Dernier dans la première.
Jean-Loup Dabadie amorce, pendant les années 1960, une carrière de scénariste. Il collabore, au fil des années, avec les réalisateurs français Claude Sautet (Vincent, François, Paul… et les autres, Les Choses de la vie, César et Rosalie, Max et les Ferrailleurs, Une histoire simple, Garçon !), Yves Robert (Clérambard, Salut l'artiste, Un éléphant ça trompe énormément, Nous irons tous au paradis, Courage fuyons), Claude Pinoteau (Le Silencieux, La Gifle, La Septième Cible), et François Truffaut (Une belle fille comme moi, 1972).
Sa carrière est également marquée par le théâtre. Il a signé quelques pièces dont La Famille écarlate (1967), et adapté en français plusieurs autres pièces Le Vison voyageur (1969), Madame Marguerite (1974) et Double mixte (1986).

### Parolier prolifique
En 1967, il écrit, sur une musique de Jacques Datin qu'il considère comme son parrain, Le Petit Garçon pour Serge Reggiani. L'interprète enregistrera pendant sa carrière plusieurs titres signés Dabadie : Et puis (1968), De quelles Amériques (1970), L'Italien (1971), Hôtel des voyageurs (1972), Les Mensonges d'un père à son fils (1972), Le Vieux Couple (1972), La Chanson de Paul (1975).
Régine, qui se lance dans la chanson, se cherche un répertoire (elle a chanté Gainsbourg et Frédéric Botton). En 1968, elle enregistre une chanson de Dabadie : Il m'a laissé deux cigarettes. Puis en 1969 L'Accident et, en 1970, Les Filles de la rue d'Amérique. Enfin, en 1978, Jean-Loup Dabadie écrit pour elle Moi mes histoires.
Il compose deux chansons pour Michel Polnareff en 1969 : Tous les bateaux, tous les oiseaux et Ring a ding. Cette collaboration se poursuit tout au long de la décennie : Dans la maison vide (1970), Holidays (1972), On ira tous au paradis (1972), Lettre à France (1977), Jour après jour, Nos mots d’amour.
Mireille Mathieu chante également ses textes, avec plus ou moins de succès : C’est la vie mais je t'aime (1970), Pour toi (1970), L'Homme qui sera mon homme (1971) et C'était dimanche (1972). Il compose pour Claude François : Je danse (1971) et Nina nana (1972). Parmi les autres interprètes de chansons composées par Jean-Loup Dabadie à cette époque, on peut citer : Marcel Amont (Dagobert, 1970, L’École), Michèle Arnaud (La Maison), Barbara (Marie-Chenevance, 1971), Dalida (Le Clan des Siciliens, 1970), Juliette Gréco (Ta jalousie, 1974), Marie Laforêt (La Ballade de Clérambard) et Dominique Walter (Les Années 1970, 1969, L’Enfant sur la montagne).
En 1974, il écrit un texte pour Jean Gabin, Maintenant je sais, d'après la chanson But now I Know composée par Philip Green.
Au milieu des années 1970, Jacques Dutronc, qui diversifie ses auteurs, collabore avec Dabadie : J'comprends pas (1975) et Mais surtout sentimentale (1975). Petula Clark interprète Dans la ville, en 1973. Pour Nicole Croisille, il écrit La Femme et l'Enfant en 1977, puis David, et Au revoir et merci.
À la même époque, Julien Clerc amorce un virage et a besoin de nouveaux paroliers. En 1976, Dabadie lui écrit la chanson Le Cœur trop grand pour moi et, en 1978, Ma préférence, qui deviendra un classique du répertoire de l'interprète. La collaboration entre Julien Clerc et Jean-Loup Dabadie donnera notamment naissance au fil des années à L'Assassin assassiné (1980), Femmes, je vous aime (1982), Je suis mal et Elle danse ailleurs (1997), entre autres.
Au début des années 1980, Robert Charlebois, qui amorce lui aussi un virage dans sa carrière, se tourne vers Dabadie : Nuage no 9 (1979), Meurs pas (1982), Les chiffres parlent (1982). Pendant cette période, l'auteur signe les dernières chansons d'Yves Montand (L'Addition, 1980, Valentin). Johnny Hallyday interprète J'ai épousé une ombre tiré du film éponyme (1983).
Il écrit L'Homme aux bras fermés pour Alice Dona (1980) ; puis pour Sacha Distel (Donne-moi la main encore, 1982), Patrick Juvet (Rêves immoraux, Le Saturnien, 1982) et Nicoletta (Un homme, 1981).
Pour Michel Sardou, il écrit ou coécrit avec lui, Chanteur de jazz (1985), L'Acteur (1987), Tous les bateaux s’envolent (1987), Féminin comme, Salut, Road book…
Il écrit pour Sylvie Vartan Aimer (1981), Le Dimanche et encore (1983), Liberté (1990), Petit Bateau (1997). Richard Cocciante, qui avait déjà interprété Jean-Loup Dabadie, enregistre Être aimé, en 1993. La même année, l’auteur écrit Tout le temps, tout le temps pour Elsa.
En 2002, sur une musique composée par Alain Goraguer, Jean-Loup Dabadie écrit Le Temps qui reste, la dernière chanson interprétée sur scène par Serge Reggiani.
D'autres interprètes ont jalonné sa carrière de parolier, dont Didier Barbelivien, Liane Foly (avec La Chanson d'Hélène, que chantent Romy Schneider et Michel Piccoli dans le film Les Choses de la vie), Jesse Garon (La Bicyclette bleue) et Henri Salvador.

### Mort
En vacances dans sa maison de l'île de Ré, Jean-Loup Dabadie tombe malade. Hospitalisé en urgence à Paris, il meurt à 81 ans le 24 mai 2020 à l'hôpital de la Pitié-Salpêtrière à Paris, de causes demeurant inconnues au public. Son ami Guy Bedos meurt quatre jours après.
En raison de la crise sanitaire liée au Covid-19, ses obsèques se déroulent dans l'intimité, le 29 mai, et l'inhumation aux Portes-en-Ré sur l'île de Ré. En raison de la limitation des déplacements liée au Covid-19, le cinéaste Jean Becker, présent sur l'île de Ré à cette période, est la seule personnalité présente aux obsèques.

### Vie privée
Jean-Loup Dabadie s'est marié trois fois :
- le 15 avril 1964 avec Geneviève Dormann[9], fille de l'ancien ministre Maurice Dormann (1881-1947), avec qui il a une fille : Clémentine[10], productrice de télévision ;
- le 30 avril 1969 avec Marie Martin-Guyot, journaliste et future administratrice de l'académie Goncourt. Le couple a deux fils : Clément et Florent[11]. Florent Dabadie est présentateur et reporter de télévision et radio au Japon, après avoir été l'interprète de Philippe Troussier lorsqu'il était entraîneur de l'équipe du Japon de football de 1998 à 2002 ;
- le 19 décembre 1997 avec Véronique Bachet.

Il a été également en couple avec la comédienne Julie Arnold à la fin des années 1980.
Il est le parrain de Nicolas Bedos, fils de Guy Bedos (1934-2020).

## Reconnaissance
Pendant sa carrière, Jean-Loup Dabadie a été récompensé à plusieurs reprises : le grand prix Vincent-Scotto en 1972, le grand prix de la Sacem en 1984 et le grand prix de la chanson française en 2000. Deux de ses films ont reçu le prix Louis-Delluc (Les Choses de la vie et La Gifle).

### Académie française
Après un échec en 1989 où il avait récolté 13 voix, il est élu le 10 avril 2008 à l'Académie française au fauteuil de Pierre Moinot (fauteuil no 19), par 14 voix sur 25. Par lui, l'Académie renoue avec le cinéma, qui n'y était guère représenté depuis la mort en 1981 de René Clair, élu au même fauteuil en 1960. Il est reçu par ses pairs le 12 mars 2009. C'est lui qui prononce le discours de réception de Xavier Darcos le 12 février 2015,.

## Œuvres

### Publications
- 1957 : Les Yeux secs (roman), Le Seuil
- 1958 : Les Dieux du foyer (roman), Le Seuil
- 1960 : Du côté de Barcelone, roman de Luis Goytisolo, traduction de Jean-Francis Reille et Jean-Loup Dabadie, Le Seuil
- 1961 : Villa Milo, roman de Xavier Domingo, traduit de l'espagnol par Bernard Savigny et Jean-Loup Dabadie, Le Seuil
- 2009 : Conversations avec Jean-Loup, entretien avec Véronique Dabadie, Le Cherche-midi

Jean-Loup Dabadie a également collaboré aux revues Candide, Tel Quel et Arts.

### Sketchs
Jean-Loup Dabadie a été le collaborateur de Jean-Christophe Averty avant d'écrire des sketches pour Guy Bedos, puis pour le couple que ce dernier forme avec Sophie Daumier, notamment Le Boxeur, Bonne fête, Paulette, Monsieur Suzon, Un jeune homme de lettres, Dernier dans la première, La Drague et La Police avec nous.
Il a également écrit pour Sylvie Joly, Michel Leeb, Pierre Palmade, Muriel Robin et Jacques Villeret.

### Théâtre

#### Auteur
- 1967 : La Famille écarlate de Jean-Loup Dabadie, mise en scène Gérard Vergez, théâtre de Paris
- 1988 : D'Artagnan, texte du spectacle de Jérôme Savary
- 1993 : Je ne suis pas un homme facile de Jean-Loup Dabadie
- 2004 : Fans, je vous aime ! de Pierre Palmade, Henri Mitton, Jean-Loup Dabadie, Sylvie Joly, mise en scène Bruno Agati, Alex Lutz, théâtre des Mathurins

#### Adaptation
- 1969 : Le Vison voyageur de Ray Cooney et John Chapman, mise en scène Jacques Sereys, théâtre du Gymnase
- 1972 : Le Légume de F. Scott Fitzgerald
- 1974 : Madame Marguerite de Roberto Athayde, mise en scène Jorge Lavelli, théâtre Montparnasse
- 1985 : Deux sur la balançoire de William Gibson, mise en scène Bernard Murat, théâtre de l'Atelier, (Molière du meilleur adaptateur d'une pièce étrangère 1987)
- 1986 : Double mixte de Ray Cooney, mise en scène Pierre Mondy, théâtre de la Michodière
- 1990 : Quelque part dans cette vie d'Israël Horovitz, adaptation et mise en scène Jean-Loup Dabadie, théâtre des Bouffes-Parisiens
- 1999 : Comédie privée de Neil Simon
- 2002 : Même heure l'année prochaine… de Bernard Slade
- 2006 : Deux sur la balançoire de William Gibson, mise en scène Bernard Murat, théâtre Édouard-VII

## Distinctions

### Décorations
- Commandeur de la Légion d'honneur (2015[17]).
- Officier de l'ordre national du Mérite[18].
- Commandeur de l'ordre des Arts et des Lettres (2002)[18],[19]

### Récompenses
- 1969 : prix Louis-Delluc pour Les Choses de la vie.
- 1972 : Grand prix Vincent-Scotto
- 1972 : prix Jean-Le-Duc de l'Académie française pour César et Rosalie.
- 1974 : prix Jean-Le-Duc de l'Académie française pour La Gifle.
- 1974 : prix Louis-Delluc pour La Gifle.
- 1983 : Grand prix du cinéma de l'Académie française pour l'ensemble de son œuvre.
- 1984 : Grand prix (humour) de la SACEM.
- Molières 1987 : Molière de l'adaptateur pour Deux sur la balançoire.
- 2000 : Grand prix de la chanson française (parolier) de la SACEM.
- 2004 :  Grand prix Raymond-Devos de la langue française du ministère de la Culture.
- 2004 : prix Henri-Jeanson de la SACD pour l'ensemble de son œuvre.
- 2009 : Victoire de la musique d'honneur pour l'ensemble de sa carrière[20].

### Nominations
- César 1977 : Meilleur scénario original ou adaptation pour Un éléphant ça trompe énormément.
- César 1978 : Meilleur scénario original ou adaptation pour Nous irons tous au paradis.
- César 1979 : Meilleur scénario original ou adaptation pour Une histoire simple.
- Molières 1990 : Molière de l'adaptateur pour Quelque part dans cette vie.